# Playboi Carti (mixtape)
Playboi Carti é a mixtape de estreia do rapper americano Playboi Carti. Foi lançado em 14 de abril de 2017, pela AWGE Label e Interscope Records. A mixtape apresenta produção de Pi'erre Bourne, Southside e outros, e participações dos rappers americanos Lil Uzi Vert, ASAP Rocky e do cantor holandês Leven Kali. A versão física da mixtape foi lançada em 6 de outubro de 2017, e uma edição em vinil foi lançada em 17 de novembro de 2017.
O álbum foi precedido por três singles: "Lookin", "Wokeuplikethis" e "Magnolia", o terceiro alcançou o número 29 na Billboard Hot 100. Sendo o single mais alto de Carti na época.

## Lançamento

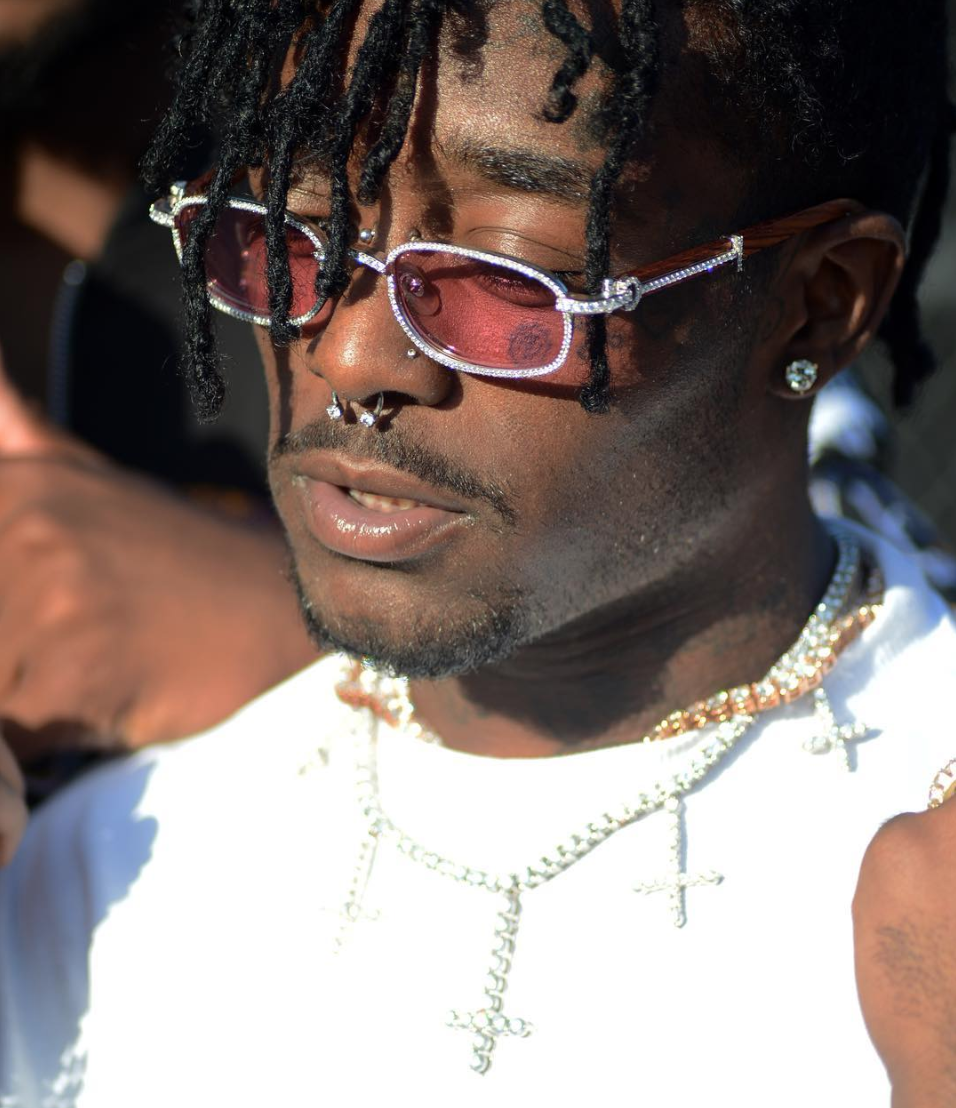
Lil Uzi Vert aparece na mixtape.

Dois singles foram lançados antes do lançamento da mixtape. Estes incluíram "Lookin", que contou com a participação de Lil Uzi Vert, lançado em 17 de março de 2017, e "Wokeuplikethis", que também contou com a participação de Lil Uzi Vert, que foi lançado em 7 de abril de 2017, uma semana antes do lançamento da mixtape. O single "Magnolia" foi lançado em 13 de junho de 2017.
Playboi Carti estreou em 12º lugar na Billboard 200, com 28.000 unidades equivalentes a álbuns, das quais 21.000 eram unidades de streaming e 7.000 foram vendas de álbuns. Em setembro de 2017, a mixtape movimentou mais de 367.000 unidades. A mixtape foi certificada em ouro pela RIAA em 10 de janeiro de 2018, equivalente a vendas acima de 500.000 unidades.
O videoclipe de "Magnolia" foi lançado para em 10 de julho de 2017. Sendo dirigido pela Hidji Films e conta com a participação especial do produtor Pi'erre Bourne, bem como aparições especiais de Southside, ASAP Rocky, Slim Jxmmi, A Boogie wit da Hoodie, Don Q, Nav, Casanova, Smooky Margielaa, Squidnice e Cash, um dos membros do XO. O videoclipe de "Wokeuplikethis"  foi lançado em 9 de agosto de 2017. O videoclipe de "New Choppa" foi lançado em 31 de agosto de 2017.

## Recepção crítica
| Críticas profissionais | Críticas profissionais |
| Pontuações agregadas   | Pontuações agregadas   |
| Fonte                  | Avaliação              |
| ---------------------- | ---------------------- |
| Metacritic             | 69/100                 |
| Avaliações da crítica  |                        |
| Fonte                  | Avaliação              |

A mixtape recebeu críticas geralmente positivas dos críticos. Ocupando diversas listas de final de ano publicada por vários críticos como uns dos melhores álbuns do ano.
| Publicaçaõ       | Categoria                               | Colocação | Ref.   |
| ---------------- | --------------------------------------- | --------- | ------ |
| Fact             | Os 50 melhores álbuns de 2017           | 25        | [ 12 ] |
| Gorilla vs. Bear | Gorilla vs. Bear's Albums of 2017       | 7         | [ 13 ] |
| Tiny Mix Tapes   | 2017: 50 lançamentos musicais favoritos | 9         | [ 14 ] |
| Rolling Stone    | 40 melhores álbuns de rap de 2017       | 8         | [ 15 ] |
| Pitchfork        | Os 50 melhores álbuns de 2017           | 35        | [ 16 ] |
| Pitchfork        | Os 200 Melhores Álbuns dos anos 2010    | 150       | [ 17 ] |

## Faixas
| Playboi Carti  |                                     |                                      |         |  |
| N.º            | Título                              | Produtor(es)                         | Duração |  |
| 1.             | "Location"                          | Harry Fraud                          | 2:48    |  |
| 2.             | "Magnolia"                          | Pi'erre Bourne                       | 3:01    |  |
| 3.             | "Lookin" (com Lil Uzi Vert)         | Roark Bailey                         | 3:03    |  |
| 4.             | "Wokeuplikethis" (com Lil Uzi Vert) | Pi'erre Bourne                       | 3:55    |  |
| 5.             | "Let It Go"                         | Pi'erre Bourne                       | 2:30    |  |
| 6.             | "Half & Half"                       | Southside K-Major [a] Murphy Kid [a] | 3:47    |  |
| 7.             | "New Choppa" (com ASAP Rocky)       | Riera                                | 2:06    |  |
| 8.             | "Other Shit"                        | Hit-Boy                              | 2:48    |  |
| 9.             | "No. 9"                             | JStewOnTheBeat                       | 3:19    |  |
| 10.            | "dothatshit!"                       | Pi'erre Bourne                       | 3:04    |  |
| 11.            | "Lame Niggaz"                       | Pi'erre Bourne                       | 2:53    |  |
| 12.            | "Yah Mean"                          | Pi'erre Bourne                       | 2:45    |  |
| 13.            | "Flex" (com Leven Kali)             | KasimGotJuice J. Cash Beatz          | 4:00    |  |
| 14.            | "Kelly K"                           | Southside Jake One [a]               | 4:31    |  |
| 15.            | "Had 2"                             | MexikoDro                            | 2:19    |  |
| Duração total: | Duração total:                      | Duração total:                       | 47:00   |  |

Notas
- ↑[a]  significa um coprodutor não creditado
- "Wokeuplikethis" é estilizado como "wokeuplikethis*"
- "Do That Shit" é estilizado como "dothatshit!"
- "Let It Go" apresenta background vocals não creditados de MexikoDro
- "Kelly K" apresenta background vocals não creditados de Blakk Soul[19][20]

Créditos de demonstração
- "Location" contém demonstrações de "Endomorph", escrita por Allan Holdsworth e Rowanne Mark, interpretadas por Holdsworth.[21]

## Desempenho nas tabelas musicais
| Tabela Musical (2017)                   | Melhor posição |
| --------------------------------------- | -------------- |
| Países Baixos (Dutch Charts)            | 95             |
| Canadá (Billboard)                      | 28             |
| Estados Unidos (Billboard 200)          | 12             |
| Estados Unidos (Top R&B/Hip Hop Albums) | 7              |

| Tabela Musical (2017)                 | Posição |
| ------------------------------------- | ------- |
| US Billboard 200                      | 62      |
| US Top R&B/Hip-Hop Albums (Billboard) | 25      |

## Vendas e certificações
| Região                                                        | Certificação | Vendas     |
| ------------------------------------------------------------- | ------------ | ---------- |
| Estados Unidos                                                | Platina      | 1,000,000‡ |
| ‡vendas+valores de streaming baseados somente na certificação |              |            |